# Rastovača (Posušje)
Pour les articles homonymes, voir Rastovača.
Rastovača (en cyrillique : Растовача) est une localité de Bosnie-Herzégovine. Elle est située dans la municipalité de Posušje, dans le canton de l'Herzégovine de l'Ouest et dans la fédération de Bosnie-et-Herzégovine. Selon les premiers résultats du recensement bosnien de 2013, elle compte 2 644 habitants.

## Géographie
La localité est située dans les faubourgs est de Posušje.

## Démographie

### Évolution historique de la population dans la localité
| 1948 | 1953 | 1961  | 1971  | 1981  | 1991  | 2013  |
| ---- | ---- | ----- | ----- | ----- | ----- | ----- |
| -    | -    | 1 151 | 1 162 | 1 182 | 1 436 | 2 644 |

|  |

## Personnalités
- Grgo Martić (1822-1905), moine franciscain ;
- Petar Bakula (1947-1972?), émigré politique et révolutionnaire croate ;
- Filip Bešlić (1936-1972), émigré politique et révolutionnaire croate.